# Paula-Mae Weekes
Sua Excelência Paula-Mae Weekes ORTT (Port of Spain, 23 de dezembro de 1958) foi a 6.ª Presidente de Trinidad e Tobago entre 2018 e 2023. Assumiu o cargo em 19 de março de 2018 e se tornou a primeira mulher a assumir a Presidência de seu País.
A ex-presidente Paula-Mae Weekes afirmou que tem a intenção de continuar sua carreira no fornecimento de educação jurídica para juízes e advogados, um plano que ela já havia planejado antes de assumir a presidência do país em março de 2018.